# Linstow (adelsslægt)
 For alternative betydninger, se Linstow. (Se også artikler, som begynder med Linstow)
von Linstow er en uradelsslægt fra Mecklenburg, der også har slået rod i Danmark. Den henregnes i Mecklenburg til de såkaldte obotritiske slægter, som blev i landet, efter det var undertvunget af Henrik Løve 1166. Riddere af navnet Linstow nævnes allerede på Karl den Stores tid. En gren af familien også har forplantet sig til England og Skotland herfra til Nordamerika, i hvilke lande den endnu blomstrer under navnet Livingstone.

## Våben
Slægten fører et af sort og sølv tværdelt skjold, på hjelmen en hvidklædt jomfru og en sortklædt moriankvinde, holdende mellem sig en grøn krans, hvori en seksoddet guldstjerne, og hver i den anden hånd en grøn krans.

## Historie
Jægermester i den storfyrstelige del af Holsten Christoph Hartwig von Linstow (1740-1823) trådte i dansk tjeneste 1773, udnævntes 1784 til overforstmester og deltog som sådan i de store forbedringer af de danske statsskoves drift. 28. januar 1777 naturaliseredes han som dansk adel og belønnedes senere med det hvide bånd og gehejmekonferensrådstitlen. Hans grav findes i Folehave Skov ved Hørsholm. Han var fader til amtmand, først over Sønderborg og Nordborg Amter, senere i Lauenburg, kammerherre Frederik August von Linstow (1775-1848), der stedse lagde et udpræget dansk sindelag for dagen og bl.a. hævdede dansktalende embedsmænds ansættelse i Nordslesvig, endvidere til kammerherre Wilhelm Bernhard von Linstow (1776-1847), som var overførster i Nordsjælland 1805-19, senere jægermester i Lauenburg, og endelig til arkitekten Hans Ditlev Frantz von Linstow (1787-1851). Denne linje lever nu i Tyskland og Amerika.
Wilhelm Bernhard von Linstow var fader til kammerherre, regeringspræsident i Lauenborg Hartwig Christian Wilhelm von Linstow (1810-1884), hvis eneste søn var landvogt Theodor Karl Gustav (1841-1874).
Hofmester hos Prinsesse Charlotte Amalie, kurator for Vemmetofte Kloster, gehejmekonferensråd og hvid ridder Eggert Christoffer von Linstow (1695-1774) trådte som ganske ung i dansk hoftjeneste. Hans afkom naturaliseredes som dansk adel 1. marts 1892.